# Hemiaufidus peninsularis
Hemiaufidus peninsularis är en insektsart som beskrevs av Victor Lallemand 1939. Hemiaufidus peninsularis ingår i släktet Hemiaufidus och familjen spottstritar. Inga underarter finns listade i Catalogue of Life.